# Il passatore
Pour les articles homonymes, voir Il Passatore.
Il passatore est une mini-série italienne, qui raconte les dernières années de la vie du bandit Stefano Pelloni, dit « Il passatore », réalisée par Piero Nelli et adaptée par Francesco Serantini , Tonino Guerra et Rina Macrelli, en trois épisodes, produite en 1977 par la RAI.

## Fiche technique
- Réalisation : Piero Nelli
- Scénario : Franco D'Andria
- Adaptation : Francesco Serantini , Tonino Guerra et Rina Macrelli
- Musique originale : Piero Piccioni

## Distribution
- Luigi Diberti : Il passatore
- Roberto Bisacco : Monsignor Bedini
- Pierre Santini : Capitano Zambelli
- Maria Carta : Vedova De Gnaf
- Manfred Freyberger : Pekker
- Nanni Saturno : Migliarini
- Adolfo Lastretti : Farina
- Tina Aumont : Venusta